# Milán Gabor Szabó
Milán Gabor Szabó (ur. 28 grudnia 1990 w Vácu) – węgierski biegacz narciarski i biathlonista, zawodnik klubu Matra Biatlon SE.

## Debiut w PŚ
- 15 grudnia 2013, Davos
(90. sprint stylem dowolnym – biegi narciarskie)
- 5 stycznia 2013, Oberhof
(95. sprint – biathlon)

## Kariera biegi narciarskie
Po raz pierwszy na arenie międzynarodowej w biegach narciarskich Milán Gabor Szabó pojawił się 6 stycznia 2007 roku, podczas zawodów pucharu słowiańskiego w Jizerce (Czechy), gdzie zajął 70. miejsce w biegu na 15 km techniką dowolnym. W Pucharze Świata zadebiutował 15 grudnia 2013 roku w Davos, gdzie zajął 90. miejsce w sprincie stylem dowolnym. Pucharowych punktów nie zdobył.

## Kariera biathlon
Po raz pierwszy na arenie międzynarodowej w biathlonie Milán Gabor Szabó pojawił się w 2007 roku, podczas zawodów European Cup w Forni Avoltri (Włochy), zajął 69. sprintu rozgrywanego na 10 km. W Pucharze Świata zadebiutował 5 stycznia 2013 roku w niemieckim Oberhofie gdzie zajął 95. miejsce w sprincie (10 km). Pucharowych punktów nigdy nie zdobył.

## Osiągnięcia w biathlonie

### Mistrzostwa Świata
| Miejsce | Dzień    | Rok  | Miejscowość | Konkurencja       | Strzelanie | Czas biegu  | Strata       | Zwycięzca           |
| ------- | -------- | ---- | ----------- | ----------------- | ---------- | ----------- | ------------ | ------------------- |
| 107.    | 3 marca  | 2012 | Ruhpolding  | sprint na 10 km   | 2+2        | 26:39.2 min | +5:32.2 min  | Martin Fourcade     |
| 110.    | 6 marca  | 2012 | Ruhpolding  | bieg indywidualny | 0+0+2+3    | 50:26.6 min | +11:36.6 min | Jakov Fak           |
| 115.    | 9 lutego | 2013 | Nové Město  | sprint na 10 km   | 4+2        | 50:26.6 min | +4:37.8 min  | Emil Hegle Svendsen |
| 129.    | 9 lutego | 2013 | Nové Město  | bieg indywidualny | 2+2+3+4    | 49:43.0 min | +18:47.8 min | Martin Fourcade     |

### Mistrzostwa Europy
| Miejsce | Dzień       | Rok  | Miejscowość | Konkurencja      | Strzelanie | Czas biegu  | Strata      | Zwycięzca       |
| ------- | ----------- | ---- | ----------- | ---------------- | ---------- | ----------- | ----------- | --------------- |
| 67.     | 26 stycznia | 2012 | Osrblie     | sprint na 7,5 km | 1+2        | 23:14.2 min | +4:31.9 min | Aleksiej Wołkow |

### Mistrzostwa świata juniorów
| Miejsce | Dzień       | Rok  | Miejscowość | Konkurencja               | Strzelanie      | Czas biegu  | Strata          | Zwycięzca          |
| ------- | ----------- | ---- | ----------- | ------------------------- | --------------- | ----------- | --------------- | ------------------ |
| 76.     | 26 stycznia | 2008 | Ruhpolding  | sprint na 7,5 km          | 0+4             | 22:53.8 min | +4:15.6 min     | Władimir Aleniszko |
| 82.     | 27 stycznia | 2008 | Ruhpolding  | Bieg indywidualny 12,5 km | 2+4+1+2         | 38:24.6 min | +11:45.9 min    | Ludwig Ehrhart     |
| 50.     | 28 stycznia | 2009 | Canmore     | Bieg indywidualny 12,5 km | 2+4+2+3         | 37:10.9 min | +11:33.4 min    | Ludwig Ehrhart     |
| DNS.    | 28 stycznia | 2009 | Canmore     | Sprint 7,5 km             | nie wystartował | 21:10.2 min | nie wystartował | Kurtis Wenzel      |

#### Miejsca w poszczególnych konkursach
| Sezon 2011/2012                                                         |    |    |    |    |    |    |    |    |    |    |    |    |    |     |    |     |    |    |     |    |     |    |    |    |    |        |        |        |
| IN                                                                      | SP | PU | SP | PU | SP | PU | SP | MS | IN | SP | PU | SP | MS | SP  | PU | MS  | SP | PU | SP  | PU | IN  | MS | SP | PU | MS | punkty | punkty | punkty |
| –                                                                       | –  | –  | –  | –  | –  | –  | –  | –  | –  | –  | –  | –  | –  | –   | –  | –   | –  | –  | 107 | –  | 129 | –  | –  | –  | –  | 0      | 0      | 0      |
| Sezon 2012/2013                                                         |    |    |    |    |    |    |    |    |    |    |    |    |    |     |    |     |    |    |     |    |     |    |    |    |    |        |        |        |
| IN                                                                      | SP | PU | SP | PU | SP | PU | MS | SP | PU | SP | PU | SP | PU | SP  | PU | IN  | MS | SP | PU  | MS | IN  | SP | SP | PU | MS | punkty |        |        |
| –                                                                       | –  | –  | –  | –  | –  | –  | –  | 95 | –  | 98 | –  | –  | –  | 114 | –  | 128 | –  | –  | –   | –  | –   | –  | –  | –  | –  | 0      |        |        |
| Legenda                                                                 |    |    |    |    |    |    |    |    |    |    |    |    |    |     |    |     |    |    |     |    |     |    |    |    |    |        |        |        |
| 1 2 3 4-10 11-40 poniżej 40 – – zawodnik nie wystartował                |    |    |    |    |    |    |    |    |    |    |    |    |    |     |    |     |    |    |     |    |     |    |    |    |    |        |        |        |
| SP – sprint IN – bieg indywidualny PU – bieg pościgowy MS – bieg masowy |    |    |    |    |    |    |    |    |    |    |    |    |    |     |    |     |    |    |     |    |     |    |    |    |    |        |        |        |

## Osiągnięcia w biegach narciarskich

### Igrzyska olimpijskie
| Miejsce | Dzień     | Rok  | Miejscowość     | Konkurencja             | Czas biegu  | Strata      | Zwycięzca           |
| ------- | --------- | ---- | --------------- | ----------------------- | ----------- | ----------- | ------------------- |
| 73.     | 11 lutego | 2014 | Krasnaja Polana | Sprint stylem dowolnym  | 3:38,4 min  | –           | Ola Vigen Hattestad |
| 78.     | 14 lutego | 2014 | Krasnaja Polana | 15 km stylem klasycznym | 38:29.7 min | +8:31.6 min | Dario Cologna       |

### Mistrzostwa Świata
| Miejsce | Dzień     | Rok  | Miejscowość   | Konkurencja            | Czas biegu   | Strata     | Zwycięzca           |
| ------- | --------- | ---- | ------------- | ---------------------- | ------------ | ---------- | ------------------- |
| 78.     | 22 lutego | 2009 | Liberec       | sprint stylem dowolnym | –            | –          | Ola Vigen Hattestad |
| 82.     | 24 lutego | 2011 | Oslo          | sprint stylem dowolnym | –            | –          | Marcus Hellner      |
| 28.     | 24 lutego | 2013 | Val di Fiemme | Team Sprint F          | 21:30.98 min | semifinale | Rosja               |

### Uniwersjada
| Miejsce | Dzień       | Rok  | Miejscowość         | Konkurencja            | Czas biegu | Strata | Zwycięzca      |
| ------- | ----------- | ---- | ------------------- | ---------------------- | ---------- | ------ | -------------- |
| 52.     | 25 stycznia | 2015 | Szczyrbskie Jezioro | Sprint stylem dowolnym | —          | —      | Andriej Łarkow |

### MŚ U-23
| Miejsce | Dzień       | Rok  | Miejscowość | Konkurencja              | Czas biegu  | Strata            | Zwycięzca           |
| ------- | ----------- | ---- | ----------- | ------------------------ | ----------- | ----------------- | ------------------- |
| DSQ.    | 22 stycznia | 2013 | Liberec     | sprint stylem klasycznym | –           | zdyskwalifikowany | Federico Pellegrino |
| 67.     | 24 stycznia | 2013 | Liberec     | 15 km stylem dowolnym    | 35:44.1 min | +4:43.6 min       | Siergiej Ustiugow   |

### Mistrzostwa świata juniorów
| Miejsce | Dzień       | Rok  | Miejscowość  | Konkurencja             | Czas biegu  | Strata       | Zwycięzca     |
| ------- | ----------- | ---- | ------------ | ----------------------- | ----------- | ------------ | ------------- |
| 76.     | 25 stycznia | 2010 | Hinterzarten | sprint stylem dowolnym  | –           | –            | Tomas Northug |
| 86.     | 27 stycznia | 2010 | Hinterzarten | 10 km stylem klasycznym | 23:58.0 min | +3:44.0 min  | Pål Golberg   |
| DNF.    | 29 stycznia | 2010 | Hinterzarten | Bieg łączony na 20 km   | 23:58.0 min | nie ukończył | Piotr Siedow  |

### Olimpijski Festiwal Młodzieży Europy
| Miejsce | Dzień     | Rok  | Miejscowość | Konkurencja           | Czas biegu  | Strata      | Zwycięzca     |
| ------- | --------- | ---- | ----------- | --------------------- | ----------- | ----------- | ------------- |
| 78.     | 22 lutego | 2007 | Jaca        | 10 km stylem dowolnym | 24:21.6 min | +4:22.1 min | Tim Tscharnke |

#### Miejsca w poszczególnych konkursachPucharu Świata
| Sezon 2013/2014                                                                         |                      |                     |    |                            |                       |                    |                     |                        |                      |                          |                            |                                |                              |                             |     |                                   |                               |                                  |                        |                     |                   |                      |                     |                     |                    |                         |     |        |        |        |        |        |        |        |        |        |        |        |        |        |        |        |        |        |        |        |        |        |        |
| Ruka 29.11 (SP C)                                                                       | Ruka 30.11 (10 km C) | Ruka 1.12 (15 km F) | RT | Lillehammer 7.12 (15 km C) | Davos 14.12 (30 km F) | Davos 15.12 (SP F) | Asiago 21.12 (SP C) | Oberhof 28.12 (4 km F) | Oberhof 29.12 (SP F) | Lenzerheide 31.12 (SP F) | Lenzerheide 1.01 (15 km C) | Cortina-Toblach 3.01 (35 km F) | Val di Fiemme 4.01 (10 km C) | Val di Fiemme 5.01 (9 km F) | TdS | Nové Město na Moravě 11.01 (SP F) | Szklarska Poręba 18.01 (SP F) | Szklarska Poręba 19.01 (15 km C) | Toblach 1.02 (15 km C) | Toblach 2.02 (SP F) | Lahti 1.03 (SP F) | Lahti 2.03 (15 km F) | Drammen 5.03 (SP C) | Oslo 9.03 (50 km C) | Falun 14.03 (SP C) | Falun 15.03 (2 × 15 km) | FPŚ | punkty | punkty | punkty | punkty | punkty | punkty | punkty | punkty | punkty | punkty | punkty | punkty | punkty | punkty | punkty | punkty | punkty | punkty | punkty | punkty | punkty | punkty |
| -                                                                                       | -                    | -                   | -  | -                          | -                     | 90                 | -                   | -                      | -                    | -                        | -                          | -                              | -                            | -                           | -   | 70                                | 52                            | dnf                              | -                      | -                   | -                 | -                    | -                   | -                   | -                  | -                       | -   | 0      | 0      | 0      | 0      | 0      | 0      | 0      | 0      | 0      | 0      | 0      | 0      | 0      | 0      |        |        |        |        |        |        |        |        |
| Legenda                                                                                 |                      |                     |    |                            |                       |                    |                     |                        |                      |                          |                            |                                |                              |                             |     |                                   |                               |                                  |                        |                     |                   |                      |                     |                     |                    |                         |     |        |        |        |        |        |        |        |        |        |        |        |        |        |        |        |        |        |        |        |        |        |        |
| 1 2 3 4-10 11-30 31-100 wyniki anulowane - – zawodnik nie wystartował TdS – Tour de Ski |                      |                     |    |                            |                       |                    |                     |                        |                      |                          |                            |                                |                              |                             |     |                                   |                               |                                  |                        |                     |                   |                      |                     |                     |                    |                         |     |        |        |        |        |        |        |        |        |        |        |        |        |        |        |        |        |        |        |        |        |        |        |